# Boehringer Ingelheim
Společnost Boehringer Ingelheim založil Albert Boehringer v roce 1885 v německém městě Ingelheim am Rhein.
Skupina Boehringer Ingelheim patří mezi 20 největších farmaceutických společností světa. Je největší farmaceutickou firmou v Německu, která provozuje vědecký výzkum, a je členem vlivného svazu těchto společností (Bundesverband der forschenden Farmaunternehmen). Ústředí má stále v Ingelheimu ve spolkové zemi Porýní-Falc. Provozuje však 140 poboček po celém světě, v nichž v průměru roku 2018 pracovalo 50 370 zaměstnanců.
Hlavní oblasti zájmu společnosti jsou respirační, kardiovaskulární, tromboembolická, cerebrovaskulární a onkologická onemocnění, dále pak Parkinsonova choroba, diabetes, HIV a hepatitida.
Od svého založení v roce 1885 je společnost výlučně v rodinném vlastnictví. Vedení společnosti bylo od roku 2009 do konce června 2016 v rukou externího manažera Andrease Barnera. Od 1. července 2016 je předsedou výkonného managementu společnosti zástupce rodiny Hubertus von Baumbach (* 1967), syn Ericha von Baumbach, který byl zetěm zakladatele společnosti Alberta Boehringera.
Společnost se věnuje výzkumu, vývoji, výrobě a prodeji inovačních produktů vysoké léčebné hodnoty pro humánní a veterinární lékařství. Boehringer Ingelheim je řádným členem Evropské federace farmaceutických společností a asociací. Logo společnosti Boehringer Ingelheim představuje stylizované ztvárnění centrální části císařského paláce Karla Velikého.
V roce 2018 dosáhla společnost obratu ve výši 17,498 miliardy eur, provozního zisku 3,472 miliardy eur a koncernového zisku 2,075 miliardy eur.

## Činnost
Boehringer Ingelheim působí v oblasti humánních léčiv, péče o zdraví zvířat a biofarmaceutických přípravků. Součástí společnosti je pět výzkumných a vývojových pracovišť a 20 výrobních závodů ve 13 zemích. Výzkumná a vývojová zařízení se nacházejí v Biberachu (Německo), Ridgefieldu (Connecticut, USA), Vídni (Rakousko), Kobe (Japonsko) a Miláně (Itálie). Ve výzkumu a vývoji společnosti Boehringer Ingelheim pracuje více než 7 000 zaměstnanců.

## Historie

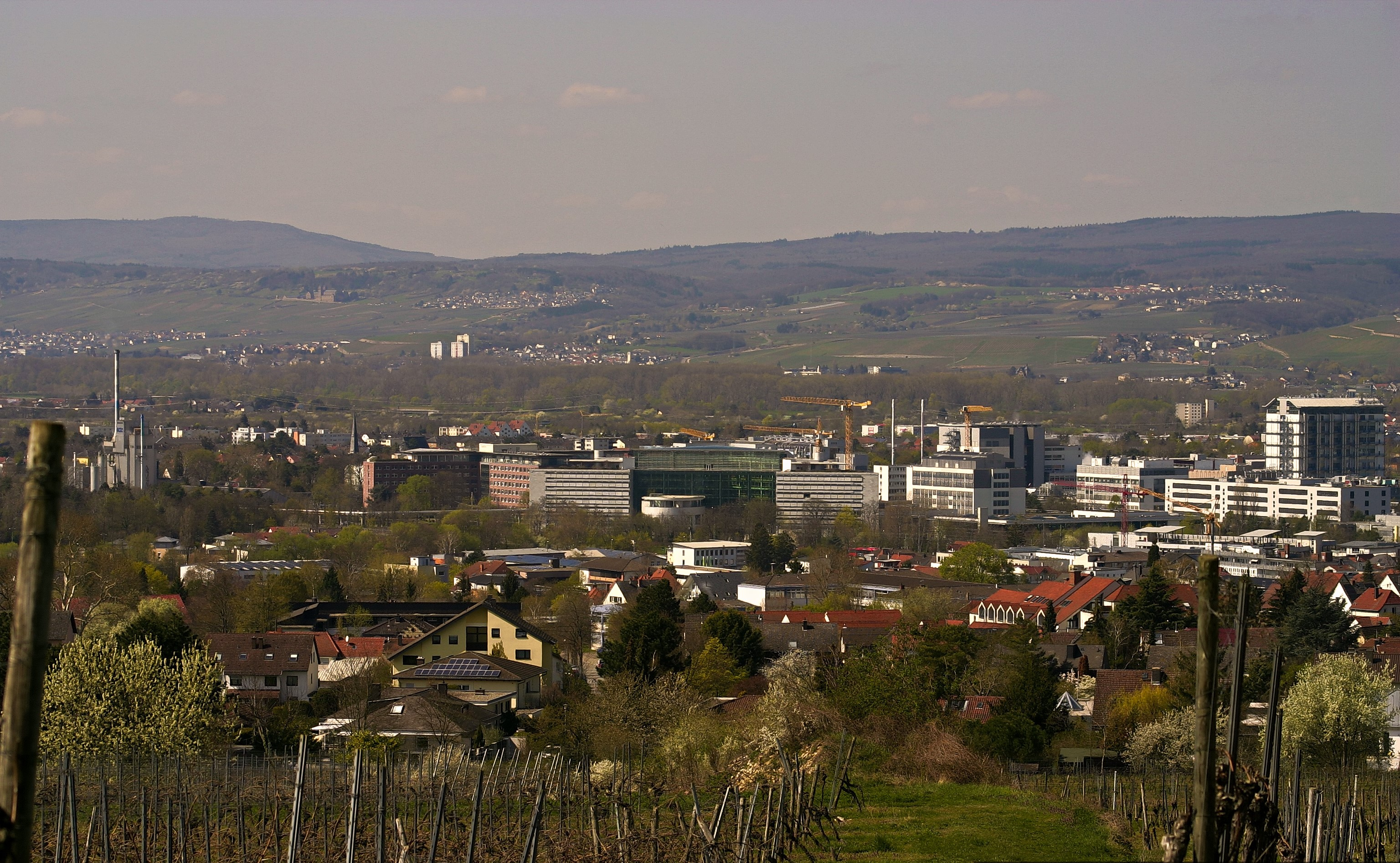
Ústředí Boehringer Ingelheim

- 1885: Albert Boehringer koupil ve městě Ingelheim am Rhein malou továrnu na výrobu kyseliny vinné. Provoz pod novým vedením byl zahájen 1. srpna 1885.
- 1886: Továrna zahájila výrobu kyseliny vinné pro použití v potravinářském průmyslu (např. v prášku do pečiva a perlivých nápojích).
- 1893: Albert Boehringer změnil na počest svého otce Christopha Heinricha Boehringera název společnosti na C. H. Boehringer Sohn (CHBS).
- 1893: Během experimentů s výrobou kyseliny citronové vznikla kyselina mléčná. Albert Boehringer se poté zaměřil na vývoj tohoto procesu s cílem vyrábět kyselinu mléčnou ve velkém.
- 1895: Kyselina mléčná byla vyráběna v průmyslovém měřítku a zaznamenala komerční úspěch.
- 1917: Profesor Heinrich Wieland, chemik, budoucí nositel Nobelovy ceny a bratranec Alberta Boehringera, založil výzkumné oddělení společnosti.
- 1928: Albert Boehringer koupil společnost Dr. Karl Thomae se sídlem ve Winnendenu u Stuttgartu.
- 1946: Společnost Dr. Karl Thomae GmbH obnovila se 70 zaměstnanci svoji činnost v Biberachu.
- 1954: Po jeho propuštění z vězení přijala společnost do svých řad bývalého nacistu Fritze Fischera. Fischer byl odsouzen v Norimberském procesu.
- 1955: Poté, co společnost převzala veterinární program americké společnosti Pfizer, byla založena divize Animal Health (veterinární medicína).
- 1971: V Ridgefieldu ve státě Connecticut v USA byla založena dceřiná společnost Boehringer Ingelheim Pharmaceuticals, Inc. Pobočka se brzy rozrostla a stala se výzkumným centrem společnosti pro Severní Ameriku.
- 1985: Ve Vídni byla založen Institut pro molekulární patologii (IMP); otevřen byl v roce 1988.
- 1986: Biotechnologické centrum v Biberachu zahajuje výrobu biofarmaceutik z buněčných kultur.
- 1998: Sloučením společností Boehringer Ingelheim KG a Dr. Karl Thomae GmbH vznikla komanditní společnost Boehringer Ingelheim Pharma KG.
- 2010: Společnost oslavila 125. výročí svého vzniku.